# Большая синагога (Луцк)
Большая хоральная синагога — старинная синагога с оборонной башней; достопримечательность архитектуры национального значения, расположенная в городе Луцк на улице Данилы Галицкого в историко-культурном заповеднике "Старый Луцк". Синагога была построена в 1620-х годах в центре одного из еврейских кварталов Луцка. Долгое время выполняла роль религиозного, образовательного и общественного центра луцких евреев. Кроме того, объект выполнял оборонительные функции. Здание было частично уничтожено в 1942 году и частично восстановлено в 1970-х годах. Сейчас используется как помещение спортивного клуба. Спортивный зал находится в молитвенном зале. В 2021 помещения передали в постоянное безвозмездное пользование религиозной организации «Иудейская религиозная община Хабад-Любавич».

## Исследования синагоги
Первые известные исследования, или просто описания, воспоминания, которые касались большой синагоги в Луцке, датируются серединой XIX века. Так, Тадеуш Стецкий писал о синагоге в 1876 году. Главное отличие от позднее установленных сведений заключалась в том, что автор считал это сооружение построенным ещё в правление Витовта в Великом княжестве Литовском. В этом же веке были ещё воспоминания, которые не отличались глубиной исследования, поэтому не внесли ничего существенного. Это работы Владимира Антоновича, Ореста Левицкого и Николая Петрова. Так, Антонович писал о том, что видел на одной из стен кирпич с надписью, которая гласила о второй половине XV века. Однако поздним исследователям кирпича с такой надписью найти не удалось.